# IC 4280
IC 4280 ist eine Spiralgalaxie vom Hubble-Typ Sbc im Sternbild Wasserschlange. Sie ist schätzungsweise 213 Millionen Lichtjahre von der Milchstraße entfernt.

Im selben Himmelsareal befinden sich u. a. die Galaxien PGC 791902, PGC 791416, PGC  791487, PGC 793583.
Das Objekt wurde am 23. Mai 1898 von Lewis Swift.